# Nisia albinotata
Nisia albinotata är en insektsart som beskrevs av Frederick Arthur Godfrey Muir 1927. Nisia albinotata ingår i släktet Nisia och familjen Meenoplidae. Inga underarter finns listade i Catalogue of Life.